# Near North Side
Near North Side est l'un des 77 secteurs communautaires de la ville de Chicago aux États-Unis. Near North Side constitue la partie nord de Downtown Chicago. Le secteur comprend plusieurs quartiers historiques et des quartiers huppés dont le Gold Coast Historic District, essentiellement constitué d'immeubles de luxe. De nombreux bâtiments du secteur sont des gratte-ciel. Selon le dernier recensement de la population, Near North Side comptait 85 711 habitants en 2015.

## Description
C'est dans Near North Side que se trouve le Courthouse Place, aussi connu comme le Cook County Criminal Court Building, qui est un bâtiment de Style roman richardsonien surtout connu pour avoir abrité le tribunal de droit criminel du comté de Cook durant 35 ans. Le secteur inclut également le Allerton Hotel.
Le secteur comprend le célèbre quartier de Streeterville et la partie sud du quartier historique et aisé de Old Town, la partie nord se situe quant à elle dans le secteur de Lincoln Park.
Située à la limite nord du secteur financier du Loop et à la limite sud du secteur de Near North Side, la Chicago Riverwalk est une promenade arborée en bordure de la rivière Chicago qui comprend des bars, des cafés et des restaurants avec terrasses, des parcs, des points d'arrêts de bateau-bus, des stations de bateaux taxis, des aires de jeux pour les enfants, un mémorial de la guerre du Viêt Nam et d'autres aménagements.
Oak Street Beach est une plage située dans le nord du secteur de Near North Side et s'étend sur 2 km, couvrant la zone allant de North Avenue, au sud de Hook Pier à Ohio Street Beach.

## Quartiers
- Cabrini-Green
- East Lake Shore Drive District
- Gold Coast Historic District
- Goose Island
- Michigan–Wacker Historic District
- Old Chicago Water Tower District
- Old Town
- River North (en)
- Streeterville
- Wolf Point

## Lieux et édifices notables
- Courthouse Place
- 875 North Michigan Avenue
- Magnificent Mile
- Jetée Navy
- Oak Street Beach
- Tribune Tower
- Chicago Riverwalk
- Wrigley Building
- Pont de Michigan Avenue
- InterContinental Chicago Magnificent Mile
- Montgomery Ward Company Complex